# Véronique Genest

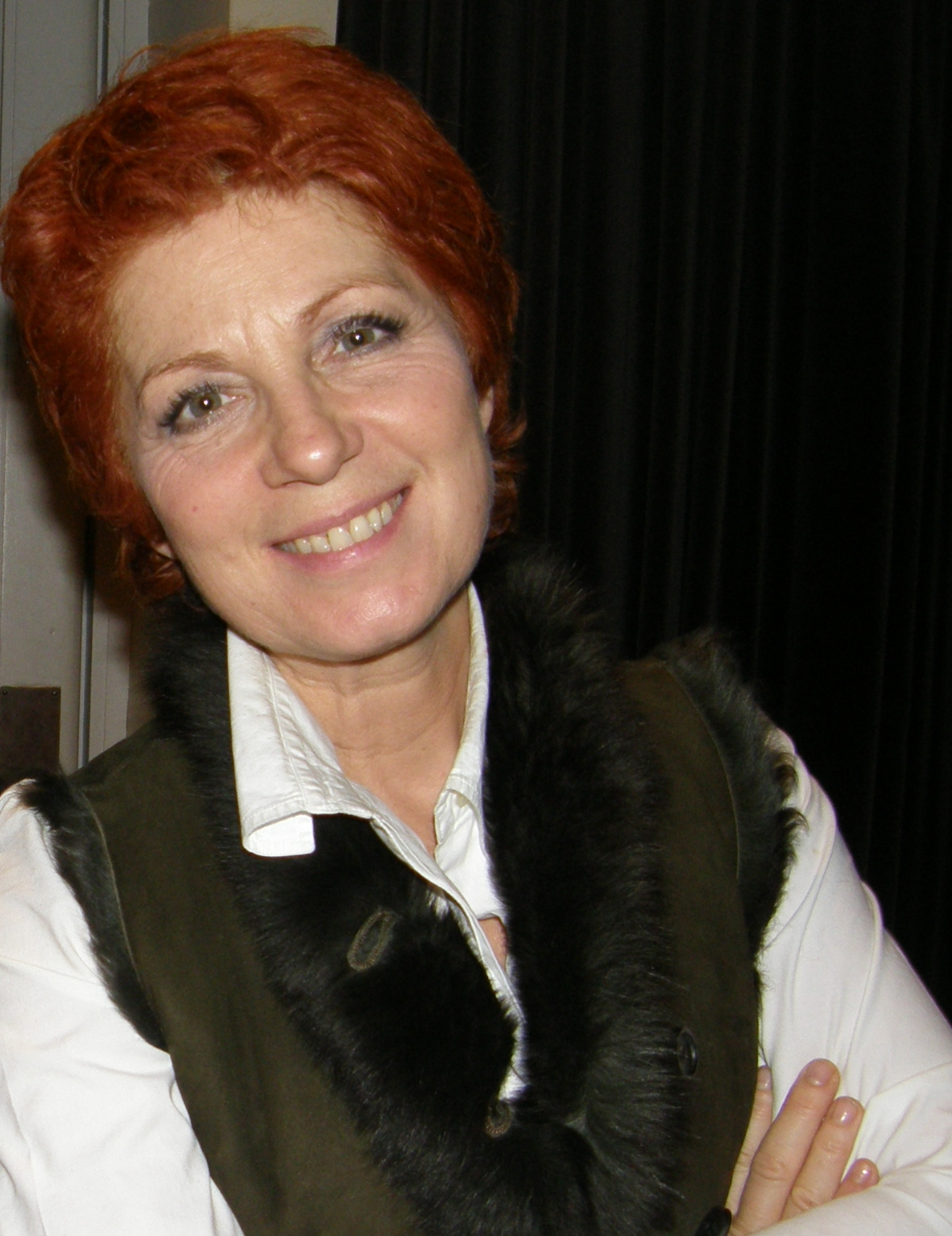
Véronique Genest (2010)

Véronique Genest (* 26. Juni 1956 in Meaux, Département Seine-et-Marne; eigentlich: Véronique Combouilhaud) ist eine französische Schauspielerin, die vor allem durch die langlebige Krimireihe Julie Lescaut bekannt wurde.

## Leben
Die Tochter eines Arztes und einer Sekretärin stand bereits mit 15 Jahren mit einer Amateurtruppe auf der Theaterbühne. Nach dem Schulabschluss scheiterte sie in Paris bei der Aufnahmeprüfung für das Konservatorium, kam aber 1980 an eine kleine Rolle in dem Romy-Schneider-Film Die Bankiersfrau. Bereits 1981 hatte sie ihren Durchbruch in der Hauptrolle der Miniserie Nana, nach dem gleichnamigen Roman von Émile Zola, in der sie eine junge Frau aus kleinen Verhältnissen spielte, die zunächst als Mätresse eines Adligen gesellschaftlich aufsteigt und schließlich zugrunde geht.
Es folgten zahlreiche weitere Film- und Fernsehauftritte, bevor sie 1992 die Titelrolle in der Krimireihe um die Kommissarin Julie Lescaut übernahm, von der bis zum Serienende 101 Folgen gedreht wurden. Véronique Genest spielt daneben vornehmlich in weiteren Fernsehproduktionen und konzentrierte sich ab 2012 wieder auf das Theater.
Sie ist seit 1992 mit Meyer Bokobza verheiratet und führt mit ihm die nach ihrem Sohn (* 1996) benannte Produktionsgesellschaft Sam. 2010 gründete sie ein weiteres Unternehmen, die Theaterproduktionsfirma Madame Butterlight.

## Filmografie (Auswahl)
- 1980: Die Bankiersfrau (La Banquière)
- 1981: Nana (TV-Miniserie)
- 1982: Guy de Maupassant
- 1982: Die Handlanger (Légitime violence)
- 1983: Ende in Moll (Il quartetto Basileus)
- 1983: Adam et Ève (TV)
- 1983: Schlangennest (Ambizione sbagliate)
- 1983: Debout les crabes, la mer monte
- 1983: Verheiratet mit einem Toten (J’ai épousé une ombre)
- 1984: Tango
- 1984: Fluch des Goldes (La nuit du flingueur)
- 1985: Sowas kann nur mir passieren (Ça n’arrive qu’à moi)
- 1985: Verraten und verkauft (La Baston)
- 1986: Triple sec
- 1986: Chère canaille
- 1986: Ein Tag in Paris (Suivez mon regard)
- 1987: Strike
- 1987: Der unwiderstehliche Charme des Geldes (Association de malfaiteurs)
- 1989: L’été de tous les chagrins
- 1989: Ein Vater kommt selten allein (Un père et passe)
- 1990: Mit den Clowns kamen die Tränen (TV-Miniserie)
- 1990: Le grand ruban
- 1991: Les secrets professionnels du Dr Apfelglück
- 1991: On peut toujours rêver
- 1992: Et demain … Hollywood
- 1992–2013: Julie Lescaut (TV-Reihe, 101 Folgen)
- 1997: Droit dans le mur
- 2007: La dame d’Izieu (TV-Miniserie)
- 2011: Merci patron! (TV-Film)
- 2014: La disparue du Pyla (TV-Film)
- 2016: La bonne dame de Nancy (TV-Film)
- 2019: Camping paradis (TV-Serie, zwei Folgen)